# سایوز تی‌ام-۱۵
سایوز-تی‌ام-۱۵ (به روسی: Союз )(به معنای اتحاد) پانزدهمین مأموریت سرنشین دار سازمان ملی فضانوردی روسیه به سمت ایستگاه فضایی میر محسوب می شود. در طول این ماموریت ۱ فضاپیمای پشتیبانی پروگرس به ایستگاه متصل شد.

## خدمه مأموریت
| شماره | نام             | ملیت   | تعداد پرواز | نقش عملیاتی | تصویر |
| ۱     | آناتولی سولوویف | روسیه  | ۳           | فرمانده     |       |
| ۲     | سرگئی آودیف     | روسیه  | ۱           | مهندس پرواز |       |
| ۳     | میشل تونینی     | فرانسه | ۱           | محقق فضایی  |       |